# NGC 7789
NGC 7789（也稱為卡羅琳的玫瑰或白玫瑰星團）是卡羅琳·赫歇爾於1783年在仙后座發現的一個疏散星團。她的哥哥威廉·赫歇爾把它列入他的目錄，稱為H VI.30。這個星團因為在目視觀測上看起來亮的星星和其間黑暗空隙的交雜，很像是俯瞰玫瑰花瓣的漩渦圖案，因此也稱為"白玫瑰"星團或"卡洛琳的星團"。

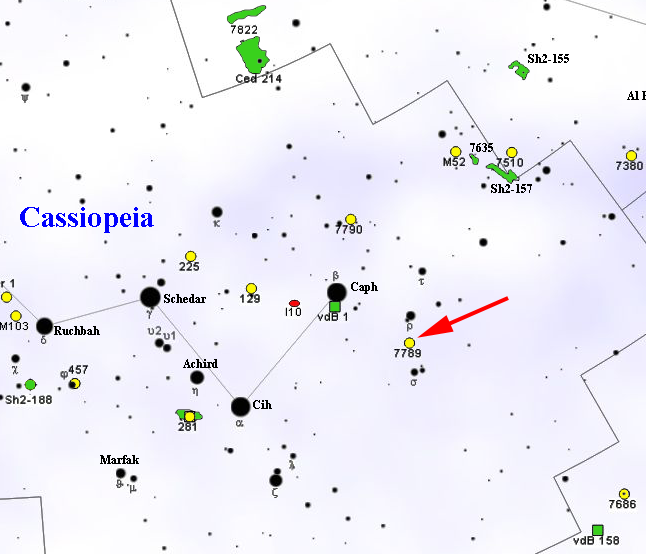
顯示NGC 7789位置的星圖。

## 外部連結
- 维基共享资源上的相關多媒體資源：NGC 7789
- WikiSky上关于NGC 7789的内容：DSS2, SDSS, GALEX, IRAS, 氢α, X射线, 天文照片, 天图, 文章和图片